# Fulcinia exilis
Fulcinia exilis är en bönsyrseart som beskrevs av Giglio-tos 1915. Fulcinia exilis ingår i släktet Fulcinia och familjen Iridopterygidae. Inga underarter finns listade i Catalogue of Life.